# Campeonato da Região Metropolitana
Il Campeonato da Região Metropolitana è una competizione creata nel 2013 organizzata dalla Federação Gaúcha de Futebol, a cui partecipano le squadre di calcio professionistiche. I club che partecipano a questa competizione si trovano nella regione metropolitana dello stato.
È disputato parallelamente con il Campeonato da Região Sul-Fronteira e il Campeonato da Região Serrana, al quale i vincitori di queste competizioni si affrontano nella Super Copa Gaúcha. Nel Campeonato da Região Metropolitana, partecipano i club delle divisioni Série A1, A2 e Segunda Divisão del Campionato Gaúcho.

## Squadre partecipanti 2016
- Aimoré (São Leopoldo)
- Igrejinha (Igrejinha)
- Novo Hamburgo (Novo Hamburgo)
- Novo Horizonte (Esteio)
- São José (Porto Alegre)
- Sapucaiense (Sapucaia do Sul)

## Albo d'oro
| Anno | Campione (città)              | Vice (città)                  |
| ---- | ----------------------------- | ----------------------------- |
| 2013 | Novo Hamburgo (Novo Hamburgo) | Internacional (Porto Alegre)  |
| 2014 | Novo Hamburgo (Novo Hamburgo) | Internacional (Porto Alegre)  |
| 2015 | Cruzeiro (Cachoeirinha)       | Juventude (Caxias do Sul)     |
| 2016 | São José (Porto Alegre)       | Novo Hamburgo (Novo Hamburgo) |

## Titoli per squadra
| Squadra       | Città         | Titoli |
| ------------- | ------------- | ------ |
| Novo Hamburgo | Novo Hamburgo | 2      |
| Cruzeiro      | Cachoeirinha  | 1      |
| São José      | Porto Alegre  | 1      |